# Фоновая картограмма

Картограмма стран по Индексу человеческого развития.

Фоновая картограмма или хороплет (от греч. χώρο- + πλήθ[ος], «место, область» + «значение») — вид картограммы, на которой штриховкой различной густоты или краской разной степени насыщенности изображают интенсивность какого-либо показателя в пределах территориальной единицы.
Известны три вида фоновых картограмм: простой, дазиметрический и неклассифицированный. Переменными, обычно, является значение (в цветовой модели HSV) и текстура. Фоновые картограммы относятся к наиболее распространенным картограммам для изображения численных значений в ГИС.

## Виды

### Простая
Для создания простой фоновой картограммы устанавливают значение показателя для каждой территориальной единицы и разбивают на категории или классы; выбирают вариант текстуры или краски для каждой категории и ею заполняют каждую территориальную единицу. Количество категорий ограничено количеством красок и текстур, которые способен различить глаз. Для создания простых фоновых картограмм нужны только значения показателя и границы территориальных единиц.

### Дазиметрическая

Карта загрязнения изотопом Цезия-137 в 1996 г. в результате Чернобыльской катастрофы.

Дазиметрические фоновые картограммы менее распространены, они были разработаны для преодоления некоторых ограничений простых фоновых картограмм. Как и в простых фоновых картограмах, в дазиметрических используют однообразно раскрашенные территориальные единицы, как и разбивку значений показателя на категории. В отличие от простого варианта, в дазиметрическом определяют области с подобными значениями и пределы стремительного изменения значений показателя.
Дазиметрические фоновые картограммы имеют некоторые ограничения простых: невозможно установить точные значения показателя, и невозможно показать плавные изменения в значениях показателя. Однако, поскольку в установленных территориальных областях существует некоторая однородность значений показателя, дазиметрические фоновые картограммы ближе к реальной картине.

### Неклассифицированная
Неклассифицированные фоновые картограммы были предложены Вальдо Тоблером в 1973 году, но оставались мало распространены до наступления эпохи компьютеров. В неклассифицируемых фоновых картограммах каждому значению показателя соответствует отдельная текстура или краска.